# Afrodyzja (imię)
Afrodyzja – imię żeńskie pochodzenia greckiego, odpowiednik imienia Afrodyzy lub Afrodyzjusz (Αφροδισιος), posiadającego długą historię, a pochodzącego od imienia bogini Afrodyty (ma ono trzech świętych patronów Kościoła katolickiego).
Afrodyzja imieniny obchodzi 14 marca, 28 kwietnia i 30 kwietnia.